# Yu-Gi-Oh! The Duelists of the Roses
Yu-Gi-Oh! The Duelists of the Roses is een videospel voor de PlayStation 2, gebaseerd op de manga en anime Yu-Gi-Oh!.

## Verhaal
In het spel neemt de speler de rol aan van Yugi Muto, die het wederom opneemt tegen Seto Kaiba. Tevens bevechten de twee andere bekende personages uit de televisieserie.

## Gameplay
De duels in het spel vertonen grote gelijkenissen met het Yu-Gi-Oh! Ruilkaartspel, zoals veldbonussen en fusies, maar er zijn ook een aantal verschillen. Zo spelen duellisten op een veld van 7 bij 7, en heeft elke speler een “Deckleider” die hun levenspunten vertegenwoordigt. Kaarten kunnen alleen in een van de vakjes rondom de Deckleider worden gespeeld. Om monsters elkaar te laten bevechten, moeten ze eerst naar elkaar toe lopen.
Doel is om de deckleider van de tegenstander geheel te omsingelen met eigen monsters, zodat de tegenstander geen monsters meer kan oproepen.

## Cast
Veel van de duellisten in het spel zijn van de anime en manga. Allemaal beelden ze historische figuren uit.